# Hoeve Koning Willem III

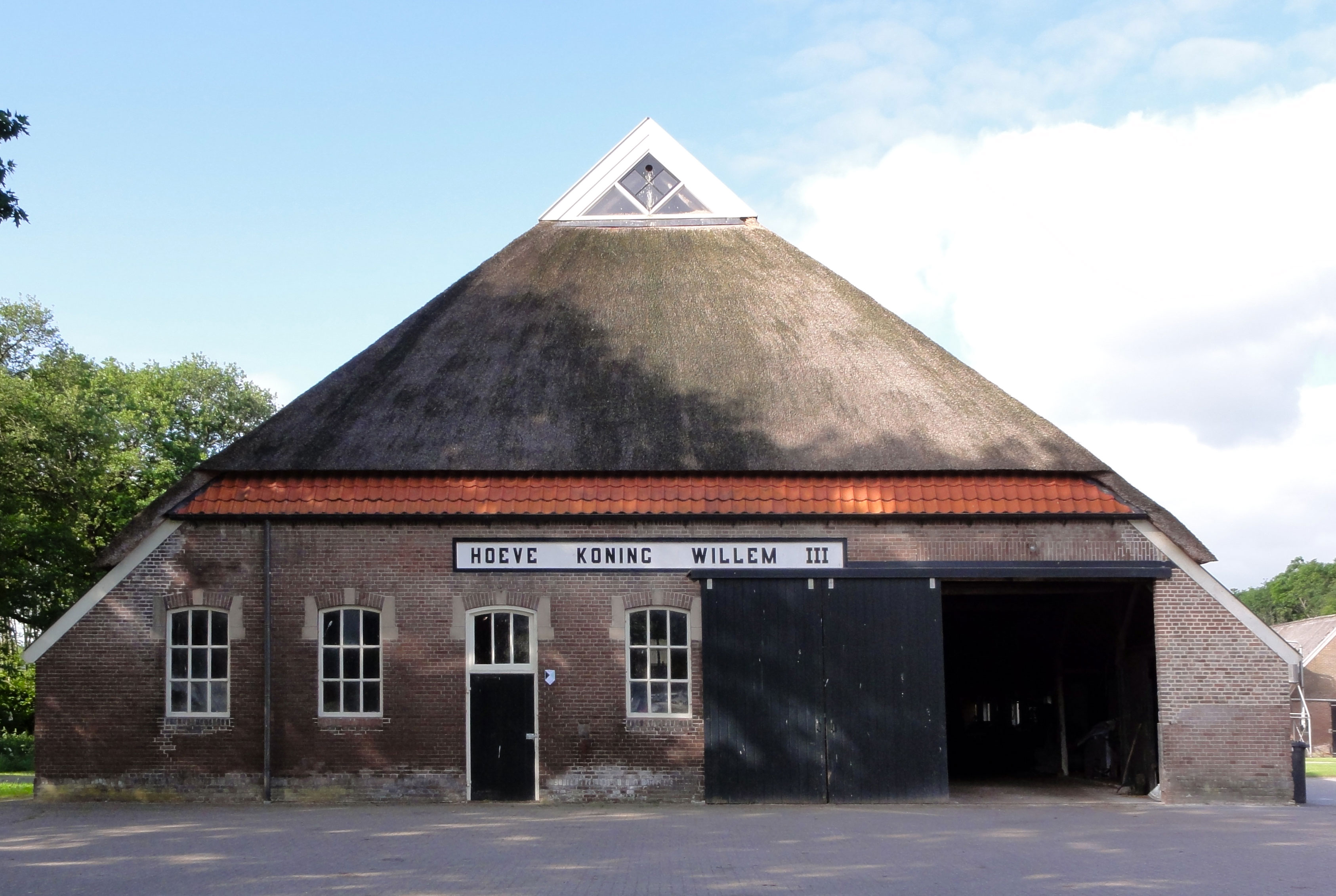
Hoeve Koning Willem III te Frederiksoord

De Hoeve Koning Willem III is een monumentale boerderij in het Drentse Frederiksoord van de Maatschappij van Weldadigheid.
In het begin van de 19e eeuw stichtte de Maatschappij van Weldadigheid in het kader van de armoedebestrijding enkele kolonies in het zuidwesten van de Nederlandse provincie Drenthe. In deze kolonies kregen arme gezinnen, die afkomstig waren uit het hele land, een stukje grond en een woning waardoor zij in staat gesteld werden om in hun eigen levensonderhoud te voorzien. Halverwege de 19e eeuw bleek het succes minder groot dan door de stichter van de kolonies, Johannes van den Bosch, was verwacht. De Maatschappij van Weldadigheid verzette de bakens en bouwde enkele grote boerderijen, waaronder de Hoeve Koning Willem III. Deze boerderij werd omstreeks 1860 gebouwd. De kleine kavels van de oorspronkelijke kolonisten werden samengevoegd tot een grote landbouwkavel van circa 50 hectare, waardoor een grootschalige vorm van landbouw mogelijk werd. De kolonisten werkten als arbeiders onder leiding van een bedrijfsleider op de hoeve. De nieuwe opzet bleek succesvol. Vanaf 1869 werd winst gemaakt.
De Hoeve Koning Willem III werd in 2003 erkend als een rijksmonument.